# Shinji Fujiyoshi
Shinji Fujiyoshi (jap. 藤吉 信次 Fujiyoshi Shinji; ur. 3 kwietnia 1970) – japoński piłkarz występujący na pozycji napastnika.

## Kariera klubowa
Od 1989 do 2009 roku występował w klubach Verdy Kawasaki, Kyoto Purple Sanga, Vegalta Sendai, Chengdu Five Bulls, FC Ryukyu i New Wave Kitakyushu.